# 10799 Yucatán
För andra betydelser, se Yucatán (olika betydelser).
10799 Yucatán eller 1992 OY2 är en asteroid i huvudbältet som upptäcktes den 26 juli 1992 av den belgiske astronomen Eric W. Elst vid La Silla-observatoriet. Den är uppkallad efter Yucatánhalvön.
Asteroiden har en diameter på ungefär 9 kilometer.